# GNU VCDImager
 (février 2013).
Si vous disposez d'ouvrages ou d'articles de référence ou si vous connaissez des sites web de qualité traitant du thème abordé ici, merci de compléter l'article en donnant les références utiles à sa vérifiabilité et en les liant à la section « Notes et références ».
GNU VCDImager est un programme accessible en mode texte, via les lignes de commandes, qui permet de créer des VCD et SVCD.
VCDImager est un logiciel libre distribué selon les termes de la licence GNU GPL. Il a été écrit par Herbert Valerio Riedel. Il fait maintenant partie du projet GNU.
Il est le seul utilitaire libre qui permet la création de VCD.